# Shoenkele met hoare
"Shoenkele met hoare" is een single van De Marlets. Het werd uitgebracht in 1986.

## B-kant
Op de B-kant van de single stond het liedje "Zie de gij me gere". Het nummer "Zie de gij me gere" duurt 3 minuten en 14 seconden. Het werd in 2000 opnieuw uitgebracht op het compilatiealbum, De allergrootste hits van De Marlets; vol. 1.